# Church Home and Hospital
Church Home and Hospital (ранее Church Home and Infirmary) — больница в Балтиморе, расположенная на Бродвее, между улицами Ист-Фейет и Ист-Балтимор, на Вашингтон-Хилл, в нескольких кварталах к югу от больницы Джонса Хопкинса, которая также действовала в течение длительного времени. Была связана с Епископальной епархией Мэриленда Епископальной церкви (США). Была закрыта в 2000 году, но позже была вновь открыта как подразделение, известное как «Church Home and Hospital Building» JHH.

## История
Это место впервые открылось в 1833 году как Вашингтонский медицинский колледж. Здание было приобретено Обществом церковного дома протестантской епископальной церкви 2 октября 1857 года и названо Church Home and Infirmary (Церковный дом и лазарет). Вашингтонский медицинский колледж был медицинской школой, связанной с Вашингтонским колледжем Пенсильвании (ныне часть Вашингтонского колледжа и колледжа Джефферсона).
Эдгар Аллан По (1809—1849) был доставлен в это место, когда его нашли в полубессознательном состоянии больным в уличной канаве возле Ист-Ломбард-стрит; именно здесь он впоследствии умер в октябре 1849 года.
В 1940-х годах Church Home and Hospital была одной из трёх балтиморских больниц, предоставлявших небольшое количество коек для «цветных» пациентов.
В 1978 году против плана расширения больницы поступили возражения.

## Текущее использование земель
Новый таунхаус на 166 квартир, известный как Broadway Overlook, был построен в 2005 году жилищным управлением города Балтимор на старой территории больницы, окружающей его с южной, западной и северной сторон, связанных с JHH.